# 別離の巡礼
イスラーム教において、別離の巡礼（حجة الوداع, ḥijjat al-wadāʿ）とは、ヒジュラ暦10年（西暦632年）に預言者ムハンマドが行った、その生涯で最初で最後となる巡礼（ハッジ）のことである。この巡礼においてムハンマドがして見せた礼拝の手順や所作が、その後の全世界のムスリムの儀礼における模範になった。また、巡礼中や巡礼後の説教が、その後のイスラームのあり方に多大な影響を与えた。

## 巡礼に出発
ムハンマド・ブン・アブドゥッラーがメッカでの迫害を逃れてヤスリブへ移住（聖遷、ヒジュラ）後のある日、神（アッラー）からムハンマドに巡礼が信仰者の義務である旨の啓示が下った。その後ムハンマドは何度も巡礼を試み、2回はメッカで礼拝もしたが、これらは神意にかなった巡礼ではなかったと解されている。聖遷後10年目の年、ムハンマドはメッカ巡礼の支度をした。出発の日、マディーナ（ヤスリブ）だけでなく近在の村々からも預言者の巡礼に同行しようと人々が集まってきた。ムハンマドは出発の直前、アンサールの一人、アブー・ドゥジャーナを呼んで、自分が留守の間、マディーナを守るように言いつけ、ズルキアダ月の25日、月の終わりまであと4夜という日（西暦632年2月）にマッカに向けて出発した。ムハンマドの妻たちは全員同行した。

## 斎戒
ムハンマドはマッカの街に入る前、いったん水場に立ち寄り、人々に、巡礼の前には一度このような水場（ミーカート）で斎戒するべきであることを教えた。預言者はグスルという身を清める儀式を行ってから、飾りのない布を身に纏って街に入った。このときムハンマドが着た衣（ころも）は、2ピースに分かれた縫い目のないイエメン製の純白の綿布であったと伝承され、後には彼自身の死に装束になった。なお、このときムハンマドが斎戒を行った場所は、現在ズルフライハというマスジドになっている。

## 儀礼の数々

### 周回と礼拝
翌日、ムハンマドと教友たちは、カアバ聖殿のあるところに到着した。ダールッサラーム門から入り、カアバに行き、黒石に触れた。そして、カアバの周りを周回した（タワーフ）。最後にもう一度黒石に触れ、それに接吻して、その傍でタクビールを唱えた。そして、カアバを背にラカアートを2回行った。

### サアイー
ムハンマドは礼拝の後ザムザムの泉の水を飲み、再度礼拝した。その後、サファーとマルワという2つの丘に行き、今から「捜し物をする」（サアイー）と言った。この「捜し物」はアブラハムの妻ハガルが幼子イシュマエルを連れて飲み水を探してこの2つの丘の間をさまよったという当時アラブ民族に伝わっていた旧約聖書的神話に由来する。ムハンマドはサファーの丘でカアバに向かって長く礼拝を行い、小走りでマルワの丘へ行き、そこでもカアバに向かって礼拝を行った。

### ミナーとアラファの丘
ズール・ヒッジャ月の8日目の夕暮れ、ムハンマドは、ミナーという場所に移動し、そこで一夜を過ごした。そして、ラクダの背に乗ってカスワウという場所を通ってアラファの野に着いた。預言者がそこにある丘に登ったので、何千という巡礼も、頂上の預言者を中心に蝟集し、タルビヤとタクビールを唱えた。ムハンマドは丘の西側にあるナミーラという場所に幕屋を張らせ、日が南中するまで中で休んだ。その後、ラクダの背に乗ってウラナの谷にまで行くと、そこで説教を行った。「最後の説教」あるいは「別離の訓戒」（フトバトル・ワダー）と呼ばれるその説教においては、ムスリムがなすべき五行（信仰の五柱）が確認されたとされる。ムハンマドはまた、ここで昼の礼拝と夕の礼拝を導き、その後再びアラファの野に行き、祈祷をして過ごした。

### 悪魔への石打ち
日が落ちると、ムハンマドはラクダに乗ってムズダリファ（マシュアルル・ハラーム）という場所に向かい、付き従った巡礼に、ここはゆっくり通り過ぎるようにと言った。ここで日没と夜の礼拝を行い、宿泊した。明け方ムハンマドは、彼に巡礼を行うことを強く勧めた神に感謝の祈りを捧げた。朝になるとミナーの方へ歩き、道端の小石（ジャムラトル・アカバ）を7つ手に取り、悪魔（シャイターン）への石打ちの儀礼（ラミール・ジャマラート）を行った。

### 犠牲祭
その後ムハンマドは、自分の生きた年の数だけのラクダをほふり、さらにマディーナからつれてきた37頭のラクダを加えて、犠牲の数を100とした。そして同行の巡礼に肉を分け与え、床屋を呼んで髪を剃らせた。そしてまた、カアバの周りを何回か回り、ザムザムの泉の水を飲んで昼の礼拝をした。その後ミナーに戻り、3日間をそこで過ごした。この3日間（ズール・ヒッジャ月の11日から13日まで）をタシュリークという。ムハンマドはミナーでまた、悪魔への石打ちを行った後、ミナーを出た。

## マディーナへの帰還
シーア派に伝わる伝承によると、マディーナへ戻る途中のズール・ヒッジャ月の18日、ムハンマドはガディール・フンムという場所に立ち寄った。そして巡礼が解散する前に、ラクダの鞍の上から長い説教を行った。これがシーア派にとっての「最後の説教」である。ガディール・フンムにおける最後の説教では、アリーがムハンマドの後継者となるべきことが示唆されたとされる。

## 後世の意義付け
別離の巡礼は多くのサハーバが参加したため、膨大な伝承（ハディース）が残されている。サハーバはムハンマドの一挙手一投足を今後の規範とするべく見守っていたため、非常に細かいところまで記憶されている。例えば、イブン・イスハークは、複数のハディースを引用して、ムハンマドの妻、アーイシャ・ビント・アビー・バクルが巡礼の前に泣き出した逸話を預言者伝に書いている。アーイシャは巡礼の直前に月経が始まってしまい、自分が巡礼に参加できるのか不安になって泣き出したのであるが、預言者はアーイシャがタワーフを除いてすべての儀式に参加できると保証した。
11世紀アンダルスの学者イブン・ハズムは、複数の伝承間に存在する矛盾を解消するため、この別離の巡礼という歴史的イベントに関する詳細な研究を行った。イブン・ハズムはムハンマドがマディーナを出発した明け方から検証を始め、マッカでの預言者の言動一つ一つを確認し、マディーナに戻るまでを追った。イブン・ハズムによると、預言者ムハンマドは、自分の死期が近いのを悟り、自分の死後に巡礼の手順や儀式の正しさを保証する者がいるかどうかわからないため、自分の行う巡礼の手順や儀式を他の者が引用することを意図して、別離の巡礼を行ったという。